# 蒲察五斤
蒲察五斤（?—?），金朝官员，蒲察氏，女真人。
金章宗明昌初年，蒲察五斤为奉御，出使山东，至河间府，以百姓饥饿，于是让提刑司开仓赈济，还京具奏。金章宗很高兴。太傅徒单克宁说：“陛下始亲大政，不宜假近侍人权，乞正专擅之罪。”于是杖责蒲察五斤二十。徒单克宁又进言，于是罢黜蒲察五斤。后来金章宗在泰和六年（1206年）三月，将泰州都军蒲察五斤召为振肃。贞祐二年（1214年）十一月，金宣宗诏谕奥屯襄及辽东路宣抚使蒲鲜万奴、宣差蒲察五斤同心备御，抵抗蒙古大军。貞祐三年（1215年）十一月，任命拱衛直都指揮使蒲察五斤、尚書禮部侍郎楊雲翼為賀宋正旦使。兴定元年（1217年）四月十三，以权辽东路宣抚使蒲察五斤权参知政事，行尚书省、元帅府于上京。蒲察五斤表奏完颜阿里不孙之功，赐金百两、绢百匹。蒲鲜万奴据辽东叛金。蒲察五斤入朝，辽东兵势更弱，蒲察五斤留江山守肇州。上京宣抚使蒲察移剌都与上京行省蒲察五斤争权，于是蒲察移剌都改为陕西行省参议官，伯德胡土心有异志。蒲察五斤派遣副留守夹谷爱答、左右司员外郎抹捻独鲁去见权左都监纳坦裕商议，二人于是召伯德胡土至帐中杀死。十二月初七，元帅左监军蒲察五斤进升为右副元帅，权参知政事，充辽东行省。兴定二年（1218年）三月，上京行省蒲察五斤上表，左监军哥不霭诬陷坊州宣抚副使纥石烈按敦叛乱，将他杀死。尚书省宰相以为纥石烈按敦之死应该慢慢的商议恤典，哥不霭应该先笼络使用，宣宗勉从其言。四月，蒲察五斤上表，辽东便宜完颜阿里不孙向高丽王朝借粮不应，就率兵掠境。宣宗命蒲察五斤派人持诏往谕高丽，说明兴兵不是上国本意。